# Raphia piazzi
Raphia piazzi är en fjärilsart som beskrevs av Hill 1927. Raphia piazzi ingår i släktet Raphia och familjen nattflyn. Inga underarter finns listade.